# Il bosco degli alberi
Il bosco degli alberi è un doppio album in studio del gruppo musicale italiano Il Nuovo Canzoniere Italiano, pubblicato nel 1972. DS 307/9 - DS 310/12

## Descrizione
Il disco, pubblicato da I Dischi del Sole, è una raccolta di musica popolare italiana curata da Gianni Bosio e Franco Coggiola. I curatori nel sottotitolo hanno incluso ladicitura Storia d’Italia dall’Unità ad oggi attraverso il giudizio delle classi popolari. Le canzoni trattano argomenti sociali e di protesta , in un arco temporale che va dall'Unità d'Italia fino ai funerali di Giangiacomo Feltrinelli del 1972. 

## Tracce

### Disco 1
Lato A
1. Nel bosco degli alberi
2. Rondinella pellegrina, (romanza di Tommaso Grossi, 1834)
3. La bella Gigogin, (Paolo Giorza, 1858)
4. La rondinella d'Astromonte, (testo di Enrico Mayer e Angiolo Talli)
5. La comune non è morta, (testo di Eugène Pottier, traduzione di Franco Coggiola; musica di Victor Parizot)
6. El Cristè (O fieri flagelli)
7. Son maritata giovane
8. O sciur padrun i cavalé van male
9. E ven quel més
10. Amilcare Cipriani
11. Evviva num

Lato B
1. L'italia l'è malada (la boje!)
2. In del Trisold
3. Il canto del lavoratori (inno del partito operaio italiano), (testo di Filippo Turati; musica di Amintore Galli)
4. Il crak delle banche, (testo di Ulisse Barbieri)
5. Vieni o Maggio, (testo di Pietro Gori)
6. Le ultime ore e la decapitazione di Sante Caserio (testo di Pietro Cini)
7. I bersaglieri che vanno in Egitto
8. Menelik e Taitù
9. E l'Africa un paese
10. Felice Cavallotti
11. Il feroce monarchico Bava
12. Inno individualista
13. Francisco Ferrer

### Disco 2
Lato C
1. Le Mondine contro la Cavalleria
2. L'italia l'è malada
3. Il Soldato Masetti
4. L'eccidio di Ancona
5. Spunta l'alba al Quindici Giugno
6. Siam tutti bagnati
7. Cadorna
8. Sentite Buona Gente
9. L'italia l'è malada
10. Quattro Signori A Parigi Vanno ( musica di Vincenzo Valente)
11. Figli dell'officina (testo di Giuseppe Raffaelli; musica di Giuseppe Del Freo)
12. El Dio del vilan l'è la carriola
13. Mi Avete Incatenato
14. Io sono nata 'na campagnola

Lato D
1. Marciam Marciam  (testo e musica attribuito a Antonio Di Dio)
2. L'italia l'è malada
3. Vi ricordate quel diciotto Aprile?, (testo di Lanfranco Bellotti)
4. L'attentato a Togliatti,(testo di Marino Piazza)
5. La polizia spara contro i dimostranti
6. Per i morti di Reggio Emilia, (testo e musica di Fausto Amodei)
7. Manifestazione per il decennale della Resistenza (parlato)
8. Nove Maggio, (testo e musica di Ivan Della Mea)
9. Manifestazione Studentesca
10. Contessa, (testo e musica di Paolo Pietrangeli)
11. Avola, 2 dicembre 1968, (testo e musica di Giovanni Poggiali)
12. Povero Pinelli, (testo di Luisa Ronchini)
13. Funerali di GianGiacomoFeltrinelli (parlato)

## Musicisti
- Claudio Bernieri
- Fausto Amodei
- Ivan Della Mea
- Michele Straniero
- Pino Masi
- Sandra Mantovani